# Vol Saha Airlines 171
Ne pas confondre avec l'accident d'un Boeing 707 iranien en 2019
Le vol Saha Airlines 171 était un vol affrété par la compagnie Saha Airlines le 20 avril 2005. En raison d'un problème du système d’atterrissage du Boeing 707, l'avion a quitté la piste d'atterrissage 29L de l'Aéroport de Téhéran-Mehrabad et s'est arrêté dans la rivière Kan. Lors de l'évacuation, trois passagers ont été tués du fait qu'ils sont tombés dans la rivière.